# Pablo d'Ors
Pablo d'Ors (Madrid, 1963) sacerdot cristià i escriptor espanyol, net de l'escriptor Eugeni d'Ors. L'any 2000 publica els seus primers llibres, el recull de relats curts El estreno i la novel·la Las ideas puras. El seu assaig Biografia del silenci ha estat un èxit editorial amb quinze edicions.

## Biografia
Pablo d'Ors neix a Madrid, el 1963, en el si d'una família d'artistes. És net de l'escriptor i filòsof català Eugeni d'Ors, fill d'una filòloga i un metge dibuixant. Format en un ambient cultural germànic, és deixeble del monjo i teòleg Elmar Salmann.
Graduat a Nova York, continua estudiant Filosofia i Teologia a Roma, Praga i a Viena (on s'especialitza en germanística). Es doctora el 1996 sota la direcció del seu mestre Elmar Salmann amb la tesi titulada Teopoética. Teología de la experiencia literaria. Ordenat sacerdot el 1991, és destinat a la missió claretiana d'Hondures, on desenvolupa tasques evangelitzadores i socials. De tornada a Espanya, compagina el treball pastoral, primer com coadjutor parroquial i després com a capellà universitari, amb la docència de professor de Dramaturgia i Estética Teológica en diversos centres superiors d'Espanya i de l'Argentina.
Comença la seva trajectòria d'escriptor a l'edat de quaranta-set anys essent finalista del premio Herralde. On ja utilitza el seu estil inconfusible entre còmic i líric, alhora que espiritual i sensorial. Entre els anys 2001 i 2007 compagina l'escriptura amb la crítica literària en el suplement cultural del diari ABC. La novel·la Andanzas del impresor Zollinger és adaptada al teatre i representada a Itàlia el 2011 pel famós actor i director Roberto Abbiati. Totes les seves obres, emparentades principalment amb la literatura de Franz Kafka, Hermann Hesse i Milan Kundera, han tingut una excel·lent acollida per la crítica. El reconeixement del públic li arriba amb la seva "Trilogia del silenci", composta per El amigo del desierto (Anagrama, 2009), la lloada Biografía del silencio (Siruela, 2012), definit com un escrit el personal i condensat dietari assagístic que va ser un autèntic fenomen editorial arribant a les vuit edicions en una mica més d'un any, i El olvido de sí (Pre-textos, 2013), un homenatge a Charles de Foucauld a qui considera el seu pare.
La seva tasca professional oferint assistència espiritual a l'Hospital Ramón y Cajal de Madrid ha quedat reflectida a Sendino se muere (Fragmenta Editorial, 2012).
És nomenat pel Vaticà nou conseller del Consell pontifici per a la Cultura el juliol del 2014, òrgan que fa les tasques equivalents d'un ministeri de cultura d'estat.

## Obra

### Novel·les
- Las ideas puras (Anagrama, 2000)
- Andanzas del impresor Zollinger (Anagrama, 2003)
- El estupor y la maravilla (Pre-Textos, 2007)
- Lecciones de ilusión (Anagrama, 2008)
- El amigo del desierto(Anagrama, 2009)
- El olvido de sí (Editorial Pre-Textos, 2013)

### Relats
- El estreno (Anagrama, 2000)

### Assaig
- Sendino se muere (Fragmenta Editorial, 2012) ISBN 978-84-92416-58-5
- Biografía del Silencio (Siruela, 2012) On recull el recorregut de l'autor per trobar-se a si mateix.[9]

### Traduccions
- Peripècies de l'impressor Zollinger (Funambulista, 2006)
- Avventure dello stampatore Zollinger (Quodlibet, 2010)
- Il debutto Arxivat 2013-07-05 a Wayback Machine. (Aìsara, 2012)
- Biografia del silenci Arxivat 2014-08-12 a Wayback Machine. (Angle editorial, 2013) Una traducció de Tina Vallès[5]
- A Biografia do Silencio. Breve ensaio sobre meditaçao (Paulinas, 2014)